# Broughton (Wrexham)
Pour les articles homonymes, voir Broughton.
Broughton (en anglais) ou Brychdyn (en gallois) est une communauté du borough de comté de Wrexham, au pays de Galles.

## Géographie
La communauté de Broughton est située à quelques kilomètres au nord-ouest du centre-ville de Wrexham. Elle comprend les villages et hameaux de Moss, Pentre Broughton (en), Brynteg (en), New Broughton (en), Southsea et Caego (en).

## Démographie
Au recensement de 2011, la communauté de Broughton comptait 7 454 habitants.